# Rioseco de Tapia
Rioseco de Tapia è un comune spagnolo di 533 abitanti situato nella comunità autonoma di Castiglia e León.